# The Marvels
The Marvels är en amerikansk superhjältefilm från 2023 som är baserad på Marvel Comics karaktärer Carol Danvers / Captain Marvel och Kamala Khan / Ms. Marvel. Det är uppföljaren till Captain Marvel från 2019 och en fortsättning av miniserien Ms. Marvel, och är den trettiotredje filmen i Marvel Cinematic Universe (MCU). Filmen är regisserad av Nia DaCosta, med manus skrivet av Megan McDonnell.
Filmen hade biopremiär i Sverige den 8 november 2023, utgiven av Walt Disney Studios Motion Pictures.

## Handling
Efter händelserna i Ms. Marvel (2022) börjar Carol Danvers, Kamala Khan och Monica Rambeau byta plats med varandra varje gång de använder sina krafter. Men ibland sker det inte av någon anledning, vilket gör att de måste slå sig samman för att ta reda på varför.

## Rollista (i urval)
- Brie Larson – Carol Danvers / Captain Marvel
- Teyonah Parris – Monica Rambeau
- Iman Vellani – Kamala Khan / Ms. Marvel
- Samuel L. Jackson – Nick Fury
- Zawe Ashton – Dar-Benn
- Gary Lewis – Kejsare Dro'ge
- Park Seo-joon – Prins Yan
- Zenobia Shroff – Muneeba Khan
- Mohan Kapur – Yusuf Khan
- Saagar Shaikh – Aamir Khan
- Daniel Ings – Ty-Rone
- Lashana Lynch – Maria Rambeau
- Tessa Thompson – Valkyrie
- Hailee Steinfeld – Kate Bishop
- Kelsey Grammer – Dr. Hank McCoy / Beast